# Wani
Wani (georgisch ვანი), geläufige deutsche Transkription Vani, ist eine Kleinstadt im westlichen Georgien in der Region Imeretien. Sie befindet sich auf der Hochebene von Atschwledianebis am Fluss Sulori, kurz vor dessen Mündung in den Rioni, etwa 60 km von der Küste des Schwarzen Meeres entfernt. Wani wurde bekannt durch seine reich mit Goldfunden ausgestatteten Felsengräber.

## Die Siedlung

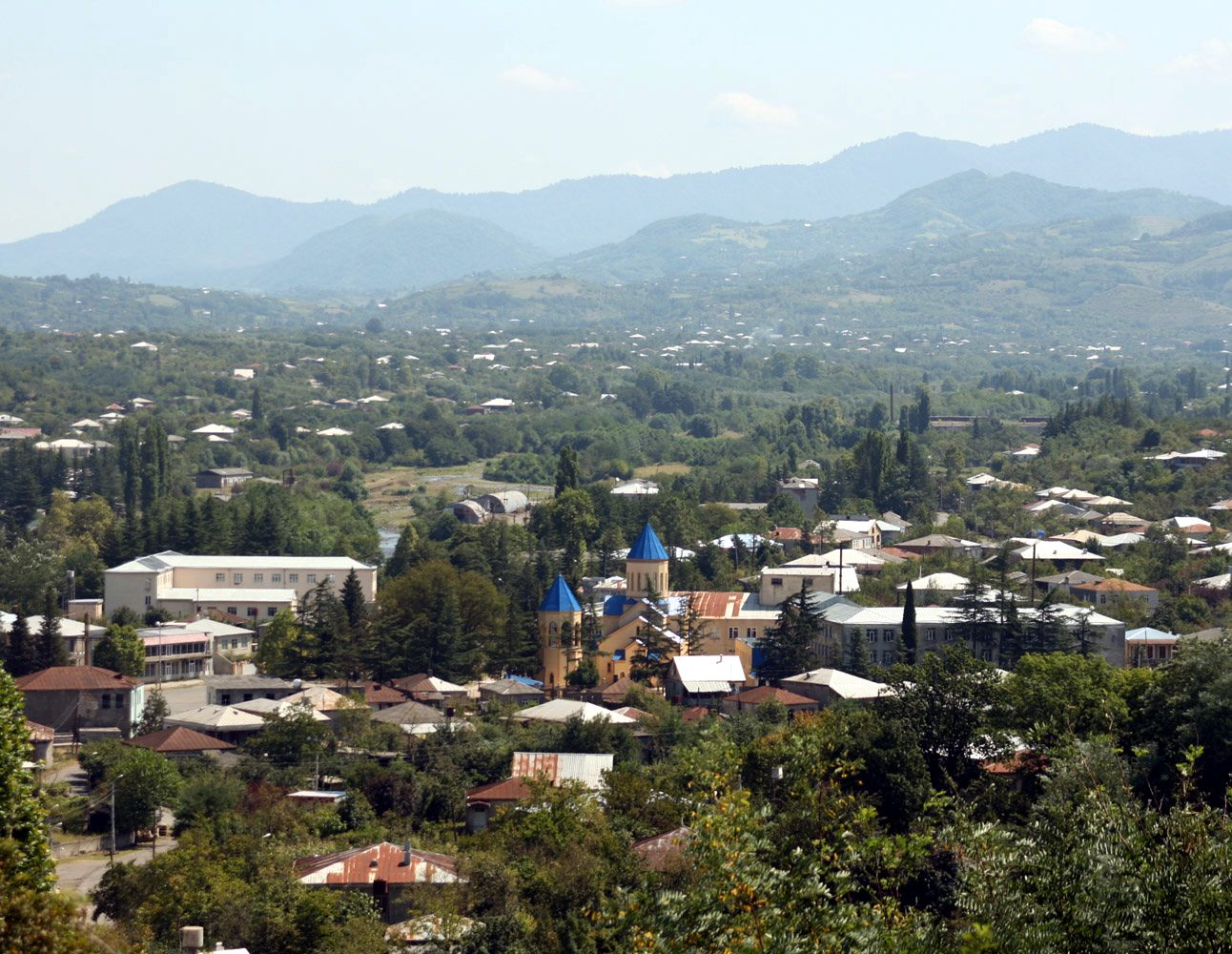
Heutiger Ort vom Hügel des Archäologischen Museums

Der früheste Siedlungsplatz liegt am Rande der Stadt am Hang eines Hügels, der in drei natürliche Terrassen unterteilt ist. Die nahe den Gräbern gelegene Siedlung, die schnell von den georgischen Kollegen mit dem antiken Kolchis gleichgesetzt wurde, wurde von N. Koshtwaria mit dem bei Plinius dem Älteren (Naturalis historia 6,13) erwähnten Surium in Verbindung gebracht. Und tatsächlich fand man bei den Ausgrabungen griechische Inschriften mit der Erwähnung von Surium. Sie hatte ihre Blütezeit vom 3. bis zum 1. Jahrhundert v. Chr. Umstritten ist die Zuordnung Lordkipanidses der Tempelstadt zum Heiligtum der Artemis Leukothea. Die Stadt bestand aus einer burgähnlichen Zitadelle mit Umfassungsmauern und eine am Fuße gelegene Siedlung mit Handwerksbehausungen, Vorrats- und Wohngebäuden auf dem rechten Ufer des Flusses Sulori. Diese Siedlung wird Saqanchia genannt. Weiter haben die Ausgrabungen ergeben, dass der Ort im Laufe des gesamten 1. Jahrtausend v. Chr. bewohnt war.
Bei der Stadt fanden sich reich ausgestattete Felsengräber mit Beigaben aus Edelmetall des 8.–4. Jahrhunderts v. Chr.

## Geschichte

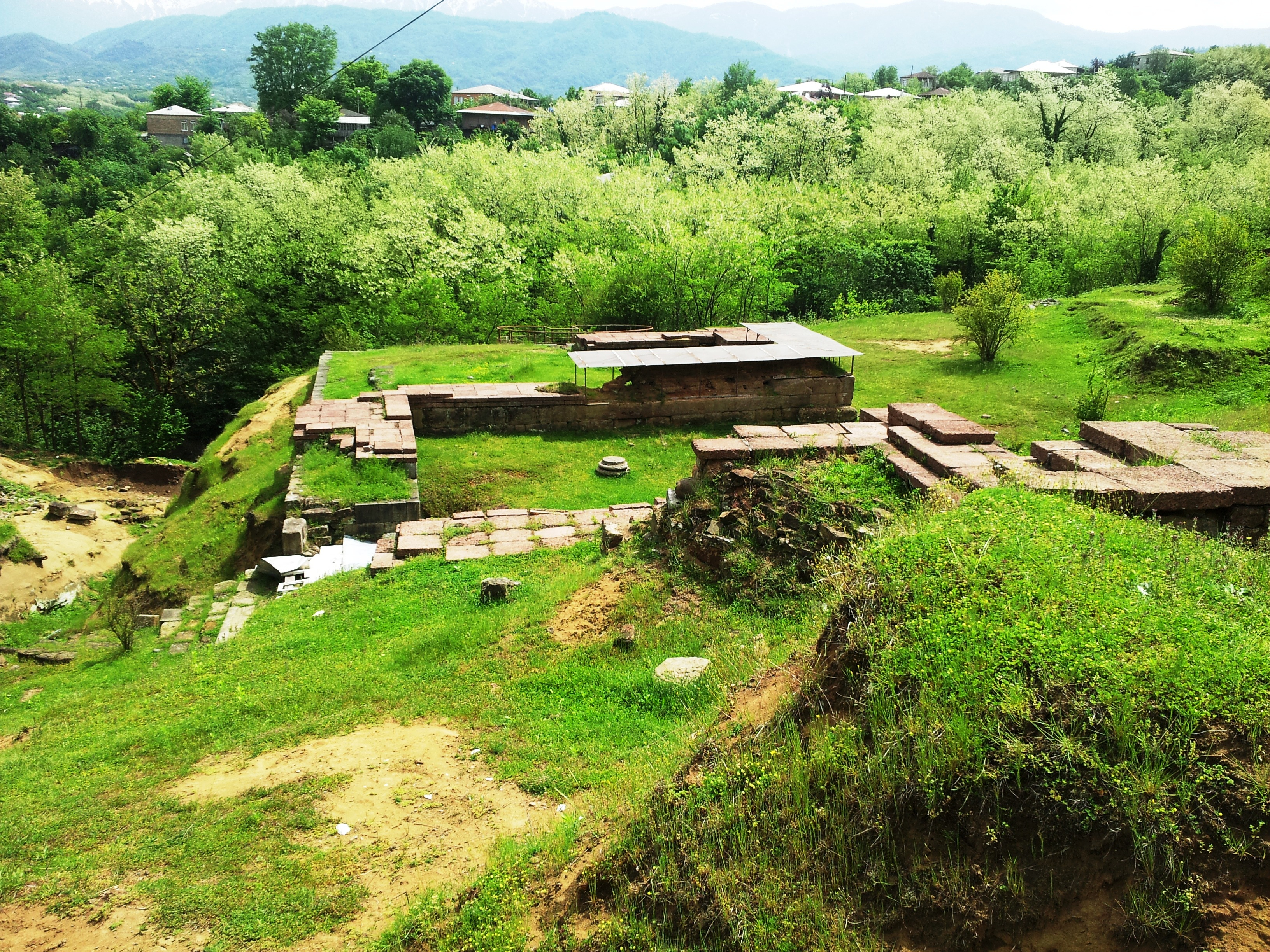
Ruinen antiker Gebäude im Ausgrabungsgelände von Wani

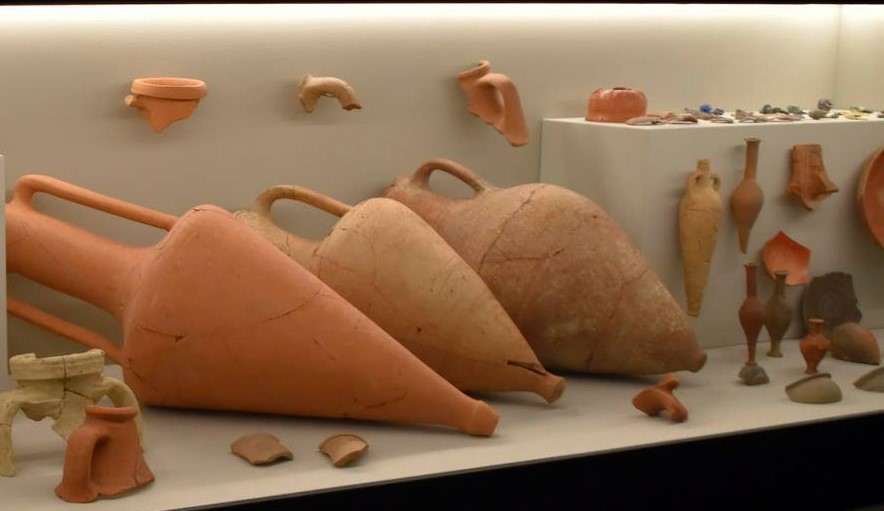
Importkeramik aus dem Mittelmeerraum, darunter einige Amphoren, die von dem steigenden griechischen Einfluss ab dem 4. Jahrhundert v. Chr. zeugt

Die Ausgräber unterscheiden heute vier historische Besiedlungsphasen der Stadt Wani. Die früheste liegt im 8. und 7. Jahrhundert v. Chr. Ein auf der zentralen Terrasse gelegener 90 m² großer Opferplatz spricht dafür, dass schon damals der Ort ein bedeutender Kultplatz war. Von reger Opfertätigkeit zeugen die Funde: tönerne Miniaturaltäre, unterschiedliche Tieridole, zahlreiche Tierknochen, zerschlagenes Tongeschirr, überall verstreute Asche.
Die zweite Periode ist die Zeit der Blüte des Staates Kolchis. Sie währt vom 6. bis zur ersten Hälfte des 4. Jahrhunderts v. Chr. Vor allem die Goldarbeiten aus den Gräbern bei der Stadt sind Zeugnis einer enormen Hochkultur, die im Stil und Ausführung nur mit Arbeiten aus dem Perserreich des 4. Jahrhunderts v. Chr. zu vergleichen sind. Sie sind unabhängig von skythischen, griechischen oder anderen bekannten Arbeiten so früher Zeit. Neben der hochstehenden einheimischen Metallverarbeitung taucht nun auch griechische Importkeramik auf.
Von Mitte des 4. Jahrhunderts bis zum 3. Jahrhundert v. Chr. reicht die dritte Besiedlungsphase von Wani. Sie ist durch umfangreiche Erneuerungen vor allem in Steinarchitektur gekennzeichnet. Der Opferplatz wird gepflastert und auf ganz ungewöhnliche Weise ausgestattet. Ein großes Gebäude aus weißem Alabaster und eine Tempelhalle mit Halbsäulen konnten ausgemacht werden. Neben Bestattungskammern aus Holz kamen Sarkophage mit Ziegeldächern und Steinabdeckungen zum Vorschein. In dieser Zeit wird der griechische Einfluss stärker und griechische Bestattungssitten werden übernommen. In den Gräbern findet man nun häufig makedonische Münzen. Völlig unbekannt war bisher hingegen das Ritual der Bestattung von Votivfiguren aus Bronze oder Eisen, die in Gewänder genäht zum Teil mit dem Gesicht nach unten in besonderen Vertiefungen bestattet wurden.
Im 3. bis 1. Jahrhundert v. Chr. wird Wani zu einer typischen Tempelstadt kleinasiatisch provinziellen Charakters. In dieser Periode finden starke bauliche Veränderungen statt, die alten Anlagen werden geschleift, neue werden errichtet. Das Stadttor und die Befestigungsanlagen gehören hier her. Ein großer Tempelkomplex, die so genannten Tempel-Propyläen mit einer Gesamtfläche von 800 m², eine lange Prozessionsstraße, rechtwinklige neue Opfernischen, ein 22 m tiefer Schacht, der vielleicht einen Brunnen darstellte, oder eine Zisterne und weitere städtische Bauten kennzeichnen diese Zeit die ganz unter hellenistischem Einfluss stand. Der „Runde Tempel“ und das „Heilige Depot“, ein Altar mit zwölf Stufen und die dazugehörende „Schatzkammer“ stellen neben einem prächtigen bronzenen Jünglingstorso, der selten für die hellenistischen Schwarzmeerfunde ist, die Besonderheiten dar.
Im 1. Jahrhundert gibt es zweimal einen Zerstörungshorizont. Lordkipanidse ging davon aus, dass diese Zerstörungen im Zusammenhang mit dem Überfall des pontischen Königs Pharnakes II. auf Kolchis im Jahre 49 v. Chr. stehen. Das zweite Zerstörungsereignis aber mit dem Einfall des Königs Mithridates VII. um 47 v. Chr. zusammenhängt. Danach setzte eine Stagnation ein. Im Mittelalter scheint der Ort von geringerer Bedeutung gewesen zu sein.

## Die Grabausstattung

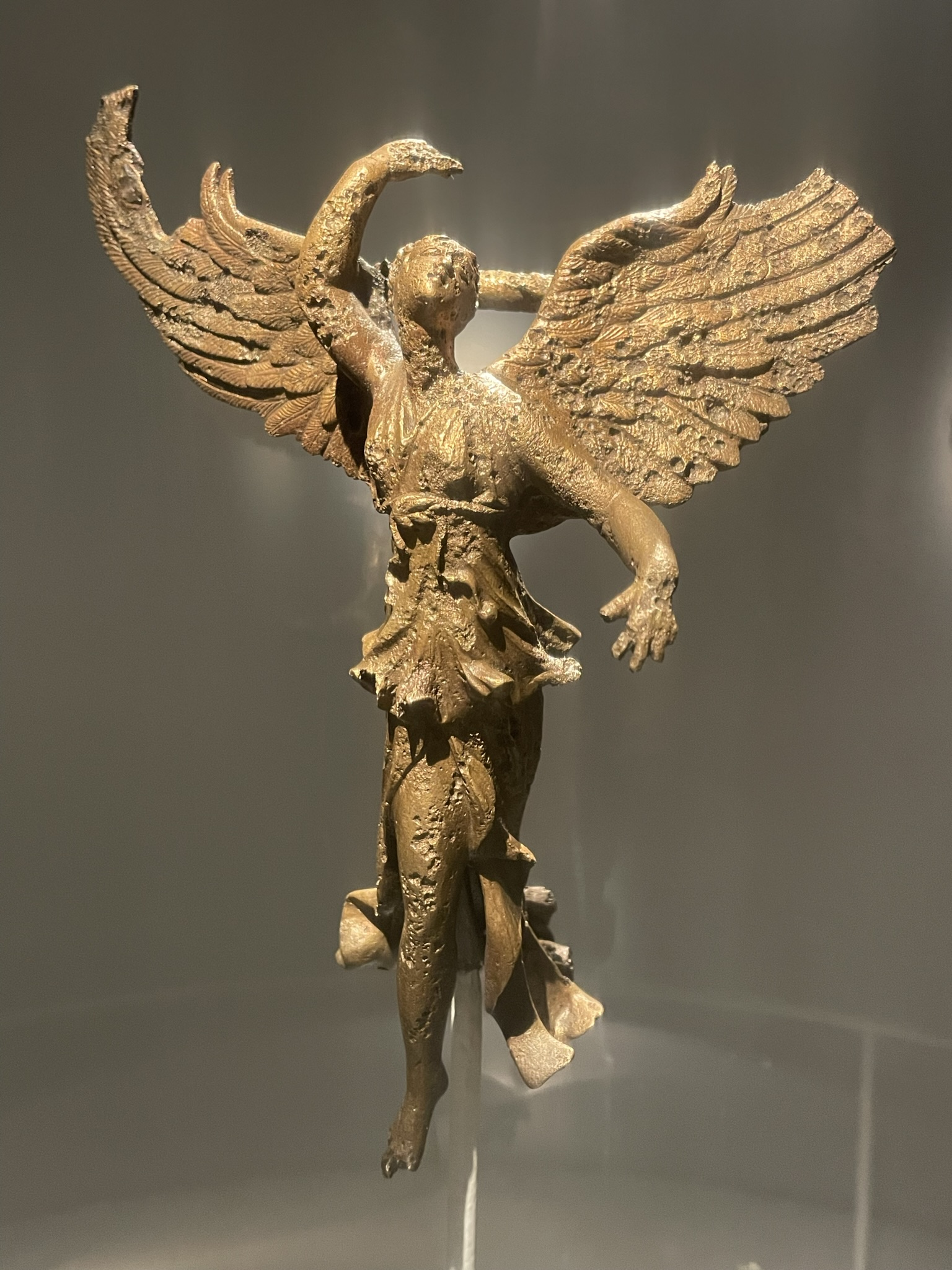
Nike, griechische Siegesgöttin, aus Wani

Neben den reichen Goldbeigaben, Diademe, Ketten, Ohranhänger, Armbänder und Fingerringe, enthielten die Fürsten-Gräber Beisetzungen von Tieren und Dienern, Idolfigürchen aus Bronze und Eisen, sowie silberne und bronzenen Schalen und griechische Keramik, mit deren Hilfe die Funde datiert werden konnten. Die Metallarbeiten waren von feiner Filigranität, feinste Metalldrähte, winzige Kügelchen, dünne Goldbleche und Trodelquasten, sowie textile Gewebe aus Goldfäden. Abstrakte Muster, Löwenköpfe und Tiersezenen, Pferdemähnen und Vogelfedern bilden das stilistische Repertoire. Auch griechische und persische Importe waren in den Gräbern des 5. bis 4. Jahrhunderts zu finden. Manche Arbeiten erinnern an Ägypten, andere an persische und orientalische Kleinodien.
Den außerordentlich guten Erhalt der Beigaben verdanken wir der Grabarchitektur. Die Gräber waren nicht unter Grabhügeln, sondern in Gruben, die in den Fels getrieben wurden, angelegt. In diese Gruben wurden Holzeinbauten eingelassen, in denen die Toten bestattet wurden. das ganze dann mit Erdreich aufgefüllt, so dass die Gräber von außen nicht zu finden waren und so vor Räubern sicher.
Objekte aus den Gräbern in Vani

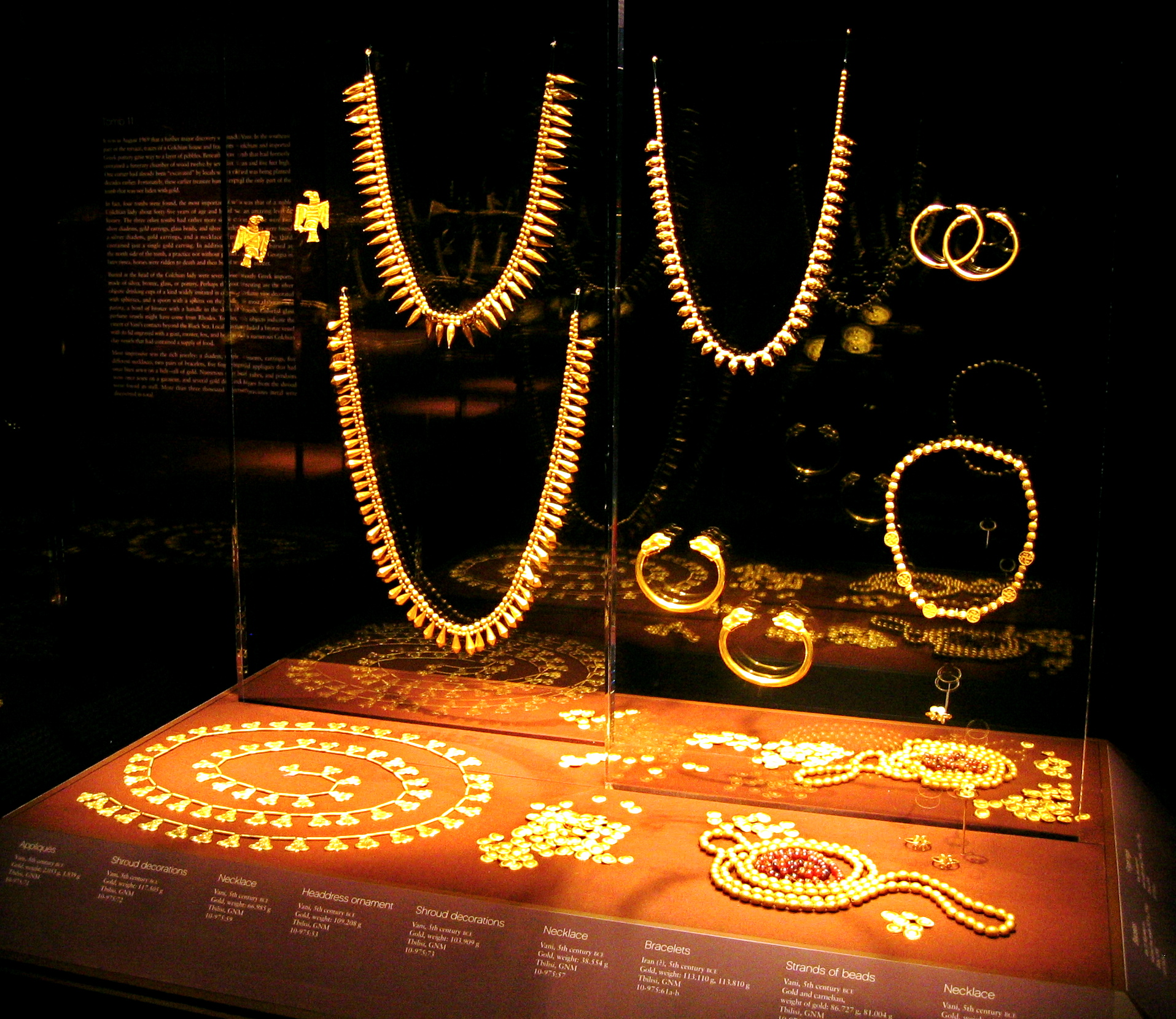
Unterschiedlicher Goldschmuck (Ketten, Ohrringe, Armbänder etc.)
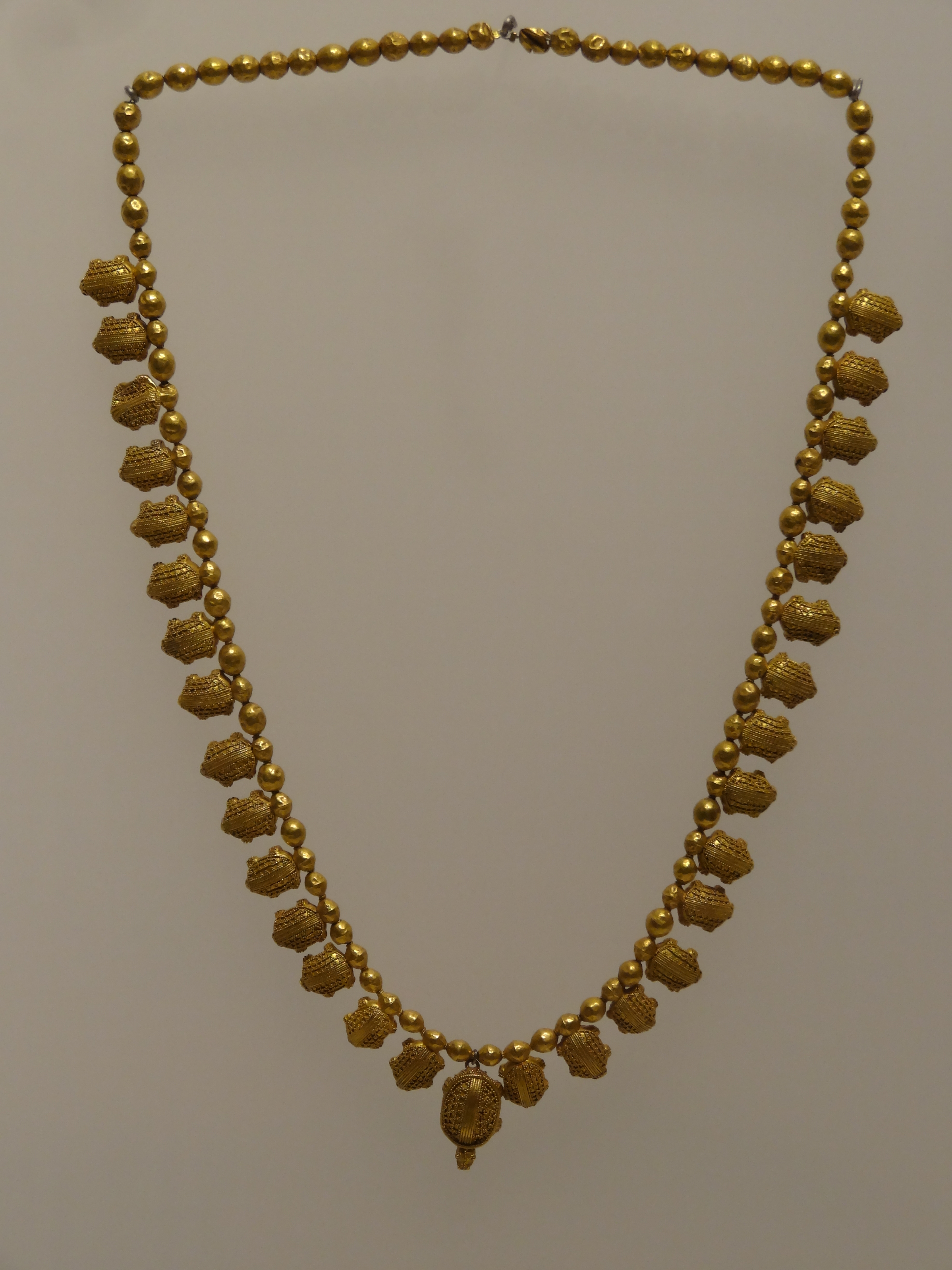
Goldkette mit Schildkrötendarstellungen in einheimischer Tradition
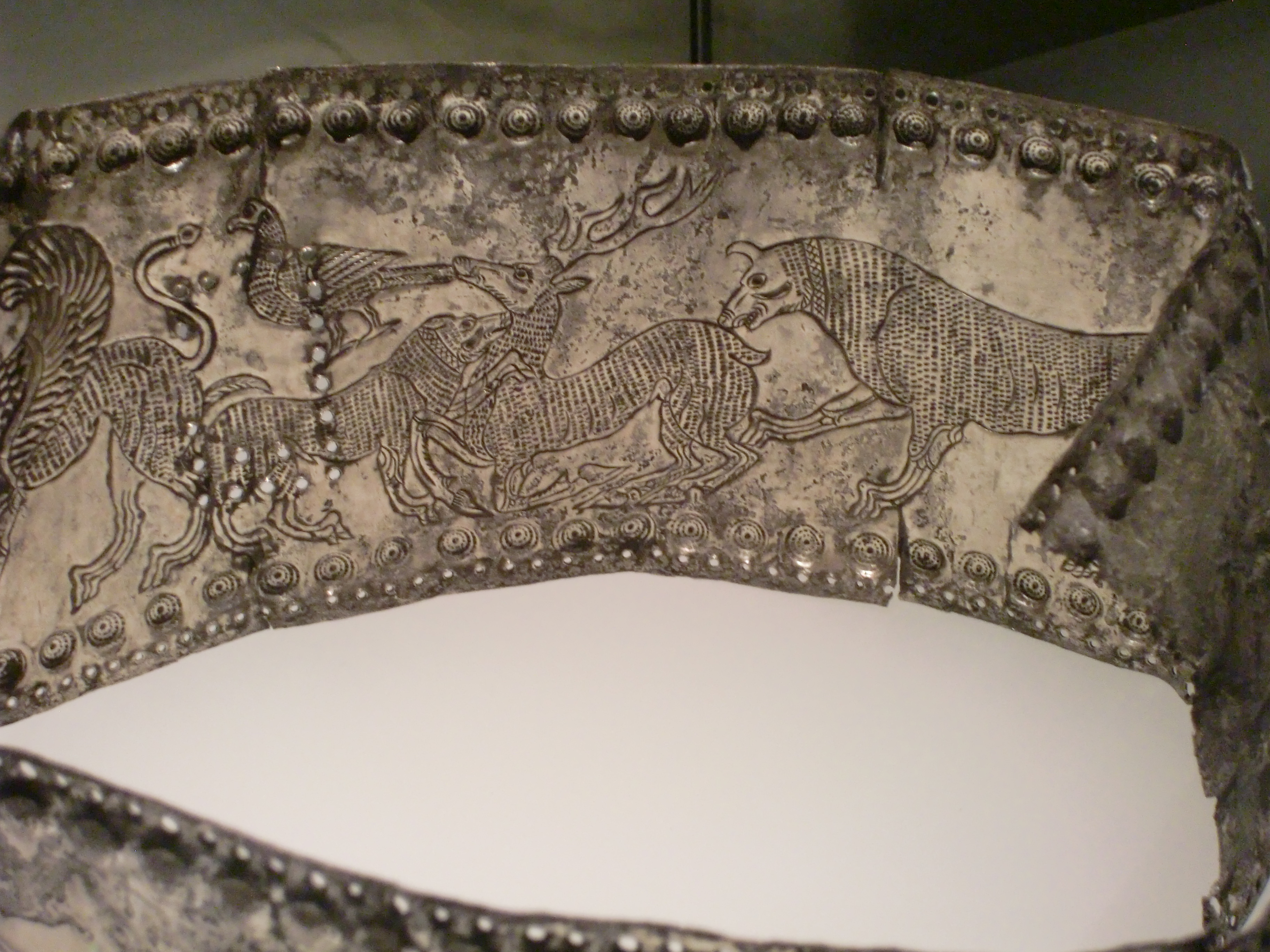
Tierdarstellungen auf der Innenseite eines silbernen Gürtels
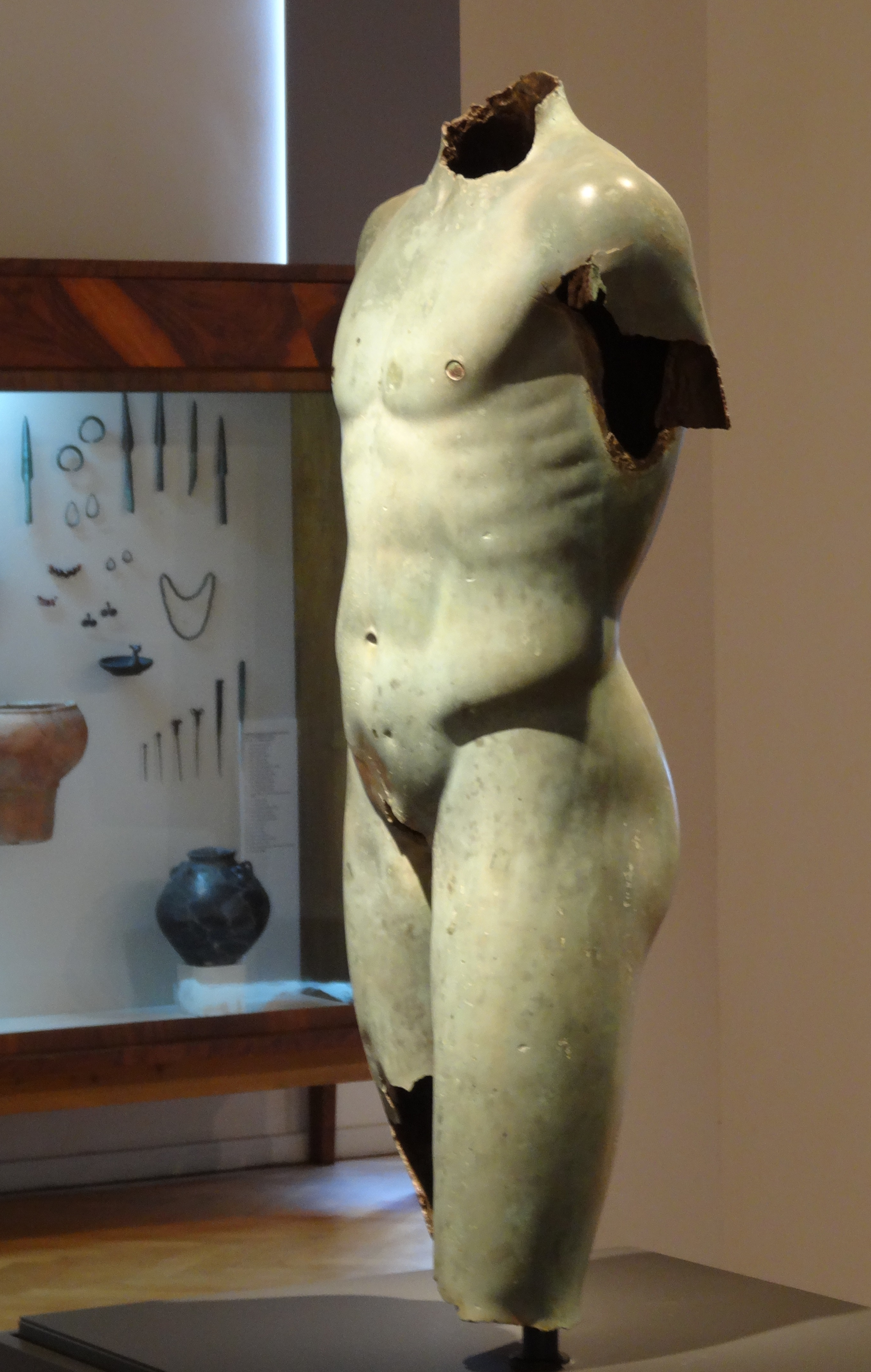
Bronzener Torso eines jungen Mannes oder Gottes, wohl lokale Herstellung in griechischer Tradition
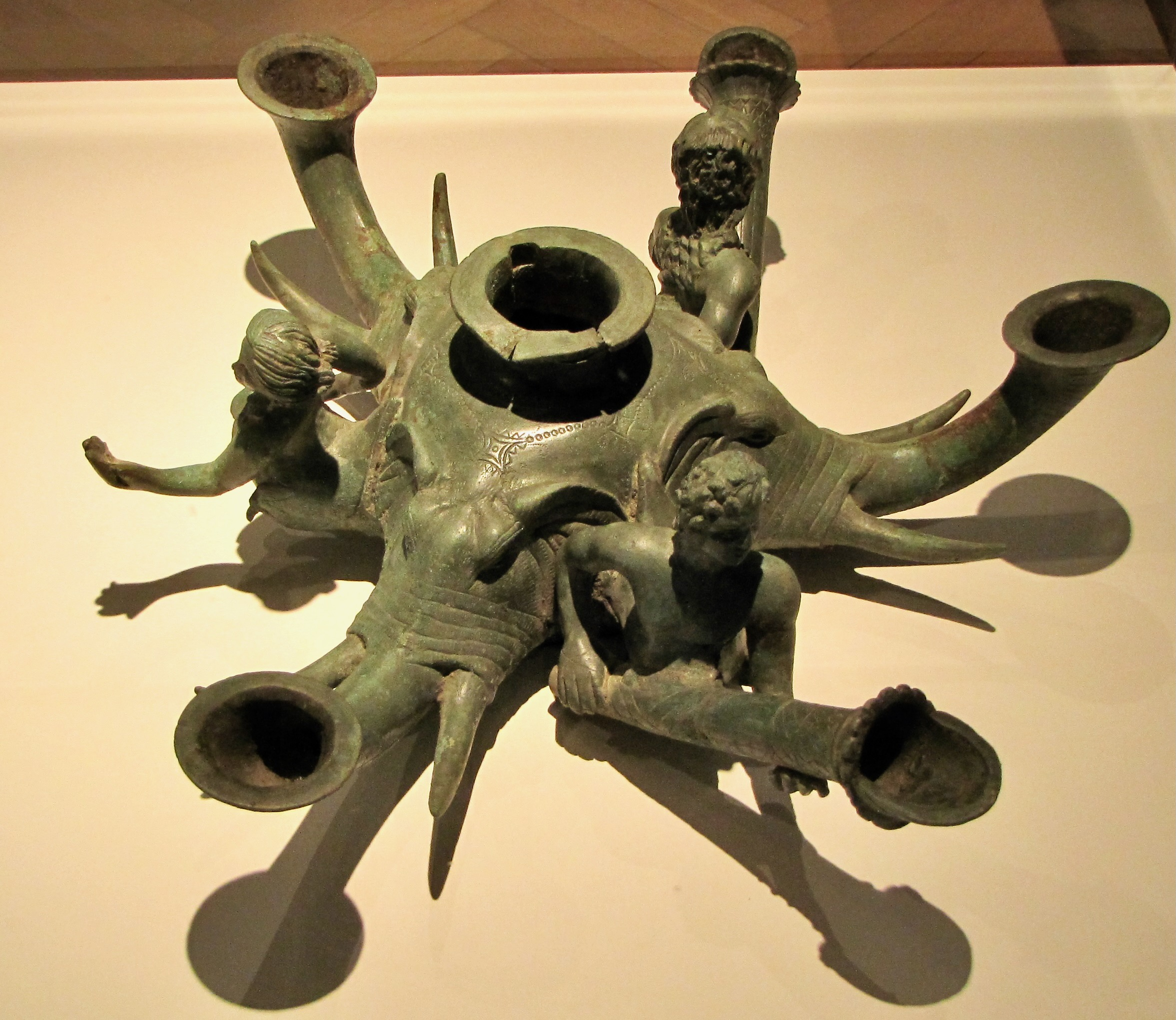
Bronzelampe mit Ariadne, Herakles und Elefanten

## Kult

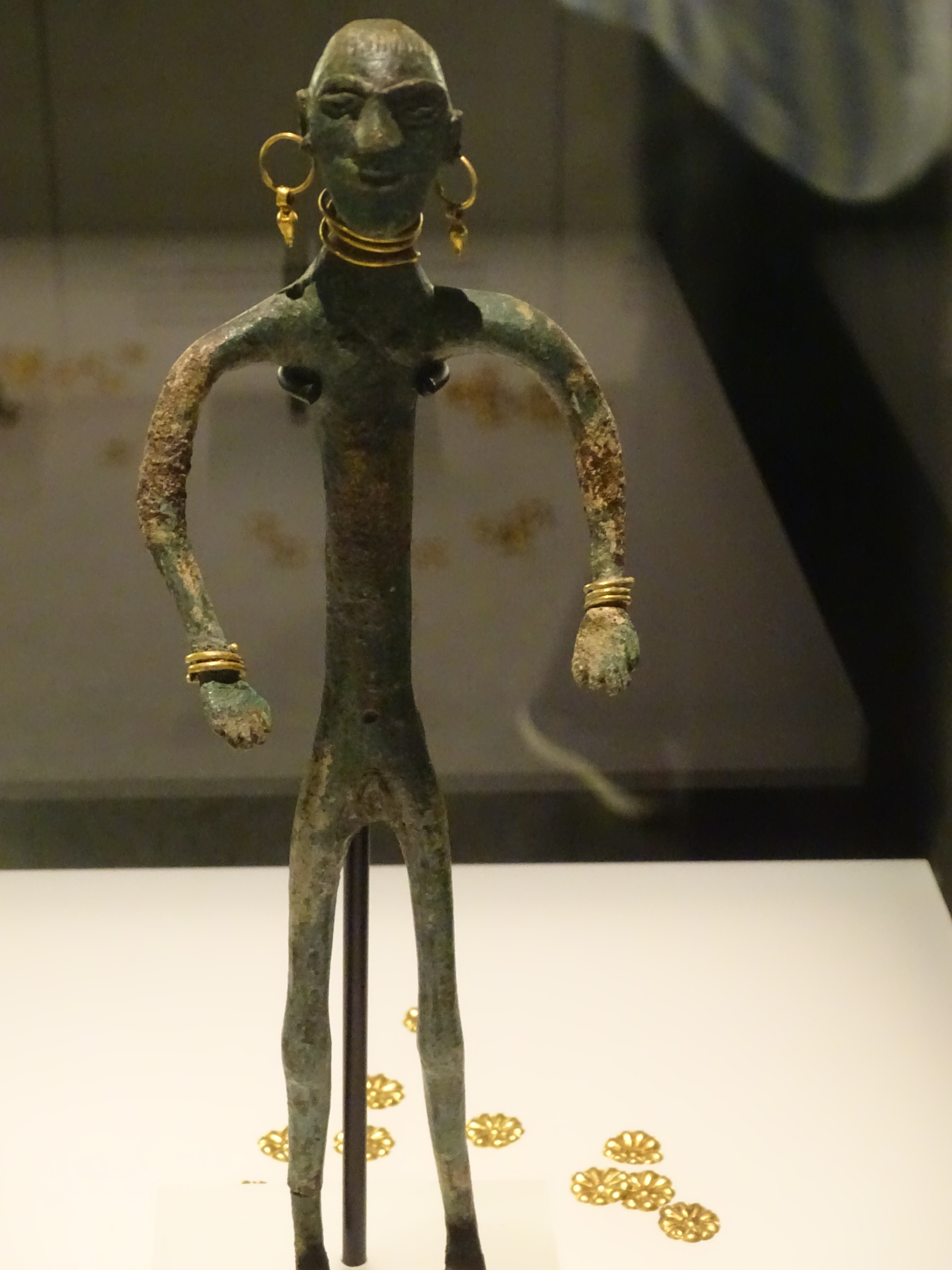
Bronzene Votivfiguren des 3. Jahrhunderts v. Chr., die mit Goldschmuck behängt und den Göttern geopfert wurden

Man geht bei den religiösen Vorstellungen von der Verehrung chthonischer Gottheiten aus sowie einem Fruchtbarkeitskult. Die gleichzeitig verbreiteten griechischen Kulte lassen Dionysos und Herakles erkennen.

## Forschungsgeschichte

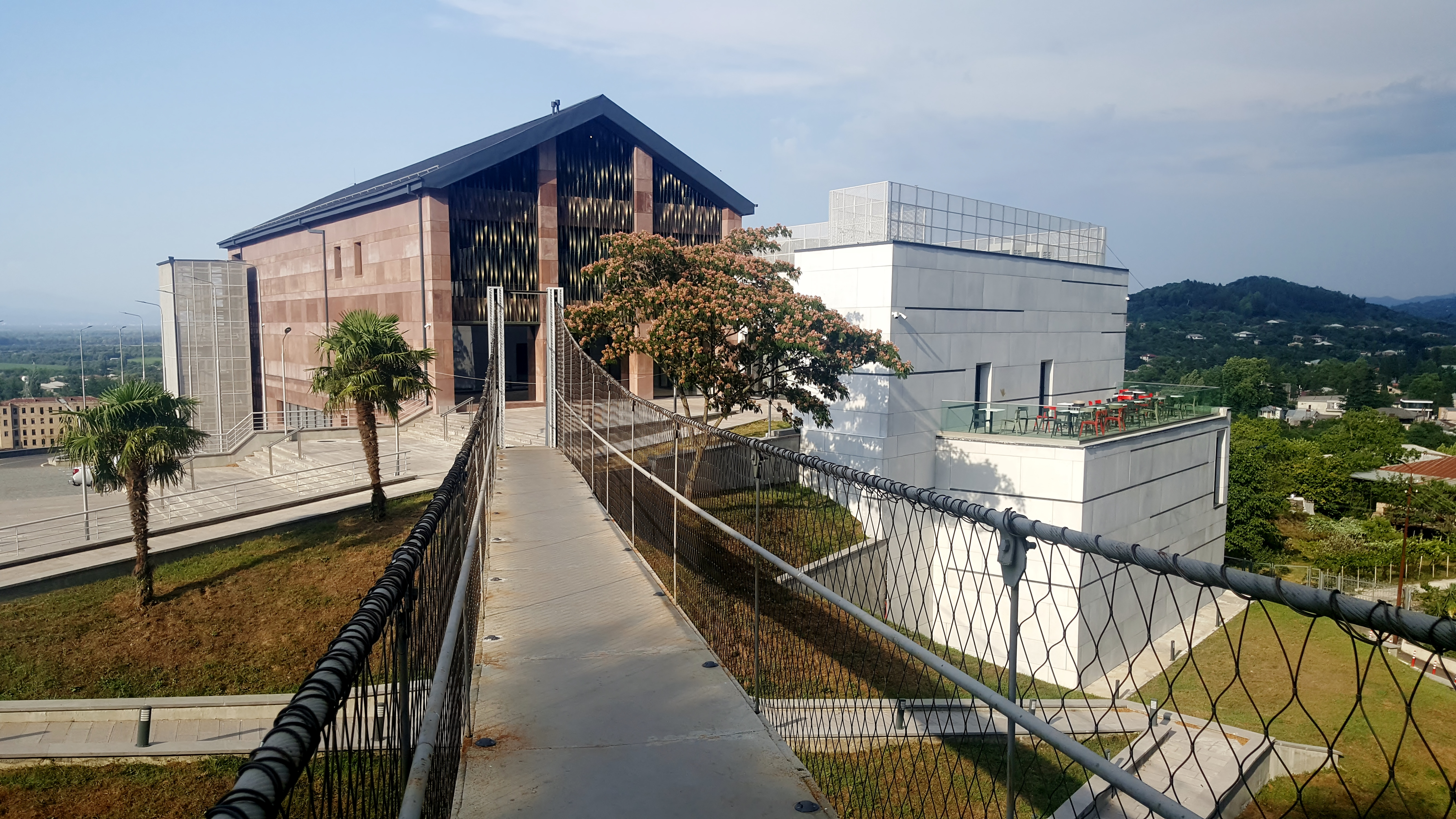
Hauptgebäude des Archäologischen Museums Wani

Schon 1876 waren einzelne Funde auf den umliegenden Äckern angeschwemmt worden. Ab 1896 wurde systematisch durch Ekwtime Taqaischwili gegraben. Aber erst um 1960 begannen die großen Ausgrabungskampagnen noch unter der Leitung von N. Choschtaria und wurden ab 1966 von Otar Lortkipanidse weitergeführt. Heute leitet die Ausgrabungen Daredschan Katscharawa. Die Grabungskampagne der Jahre 2006 bis 2007 wurde durch die deutsche Gerda Henkel Stiftung finanziert.
2007 lief im Alten Museum in Berlin vom 15. März bis zum 3. Juli die Ausstellung „Medeas Gold“ des Georgischen Nationalmuseum in Tiflis mit zahlreichen außerhalb Georgiens bisher noch nicht ausgestellten Goldfunden. Vor Ort sind zahlreiche der Funde aus Wani im Archäologischen Museum Wani ausgestellt.

## Partnerstädte
- Fallon (Nevada), Vereinigte Staaten